# Joone
Ali Davoudian, meglio conosciuto con lo pseudonimo Joone (California, 1969), è un fotografo, regista, imprenditore, produttore e talent scout iraniano naturalizzato statunitense attivo nel mondo della pornografia e dello spettacolo.
Come regista, si è aggiudicato due volte l'AVN Award. Nel 1993, Joone fondò lo studio Digital Playground e fu co-proprietario della società (insieme a Samantha Lewis) fino all'acquisizione della stessa dalla Manwin nel 2012.

## Carriera
È considerato un pioniere in questo campo, in particolare grazie alla serie di DVD Virtual Sex, che consente allo spettatore di dirigere un'attrice attraverso una scelta di scene esplicite, accessibili tramite un menu.
Come regista, Joone ha diretto Pirates e il suo sequel Pirates II: La vendetta di Stagnetti, entrambi premiati con l'AVN Award come miglior regista.

## Filmografia parziale
- Pirates
- Pirates II: Stagnetti's Revenge
- Island Fever 1, 2, 3 & 4
- Forbidden Tales
- Virtual Sex Series:
  - Virtual Sex with Jesse Jane
  - Virtual Sex with Taylor Hayes
  - Virtual Sex with Tera Patrick
  - Virtual Sex with Jenna Jameson
- Rocki Roads' Wet Dreams

## Premi e riconoscimenti
- 2006 AVN Award – Best Director, Video (Pirates)[2][3]
- 2006 XRCO Award winner - Best Director[4]
- 2009 AVN Award winner – Best Director, Feature (Pirates II)[5]
- 2009 AVN Award winner – Best Screenplay (Pirates II) diviso con Max Massimo[5]
- 2009 AVN Award winner – Best Videography (Pirates II) diviso con Oliver Henry[5]
- 2009 Eroticline Awards winner - Best U.S. Director[6]
- 2009 Hot d'Or Award winner - Best American Screenplay (Pirates II: Stagnetti's Revenge - Digital Playground)[7][8]
- 2009 Hot d'Or Award winner - Best American Movie (Pirates II: Stagnetti’s Revenge - Digital Playground)[7][8]